# Bøgehat
Bøgehat (Hypsizygus tessellatus) er en asiatisk spisesvamp der i de senere år er blevet dyrket og solgt i Danmark.
Svampearten stammer fra Østasien, hvor den er blevet dyrket i århundreder. Myceliet gennemvokser og nedbryder døde træstammer. Frugtlegemerne sidder i tætte knipper. Hatten er gråbrun mens lameller og stok er hvide. Den er vurderet som utilstrækkelige data på den danske rødliste 2019.
Svampens japanske navn er buna-shimeji (katakana: ブナシメジ). På engelsk kaldes den brown beech mushroom.

## Gastronomi
Bøgehat er uegnet til at spise i rå tilstand på grund af en skarp smag, der forsvinder ved varmebehandling. Efter tilberedning har den en mild nøddeagtig smag. Kødet er meget fast og bevarer en vis sprødhed selv efter tilberedning. Hele svampen anvendes, både stok og hat.